# Wilhelm Zoepf

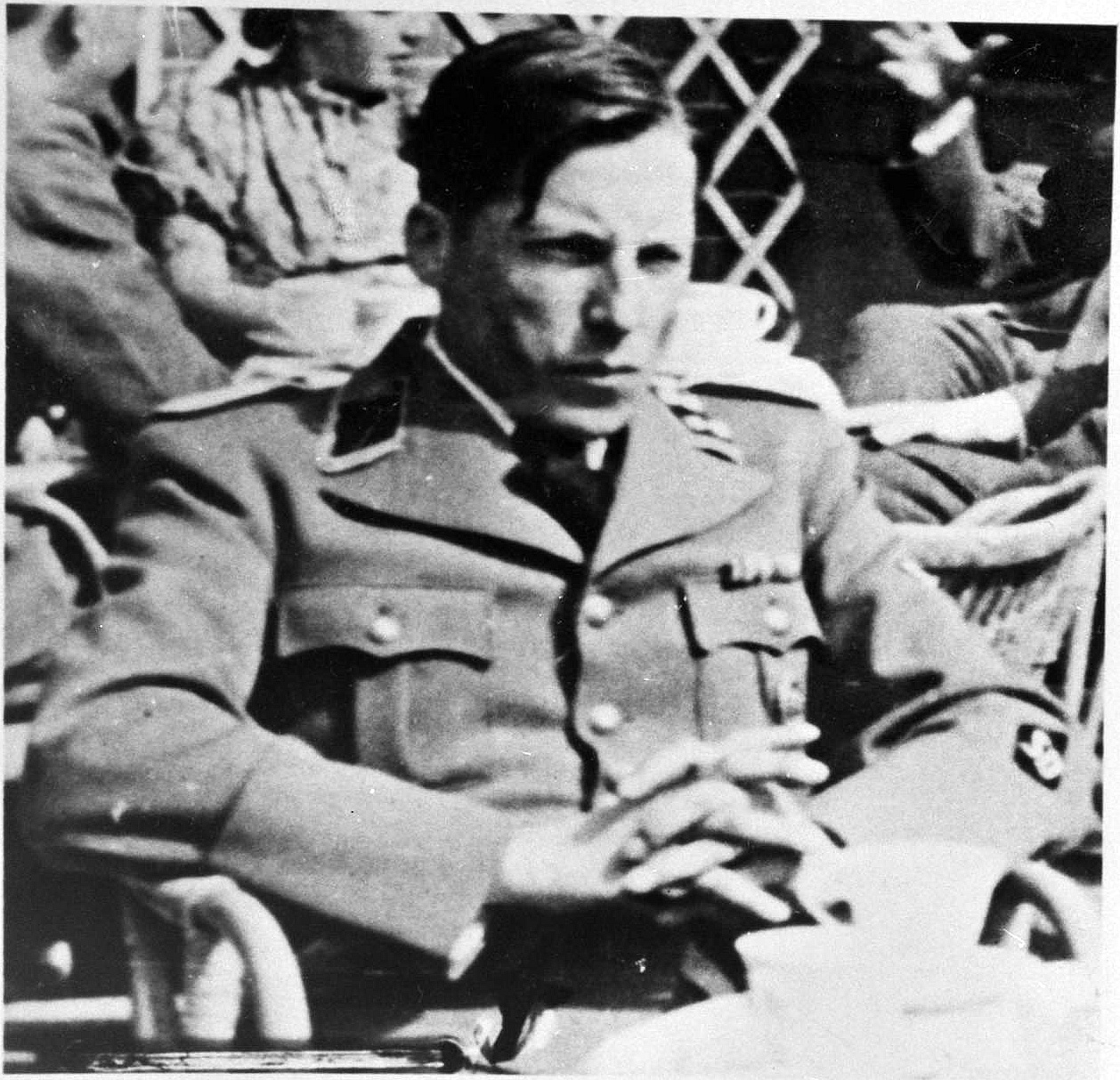
Wilhelm Zoepf

Wilhelm Zoepf, auch Zöpf geschrieben, (* 11. März 1908 in München; † 7. Juli 1980 in Straubing) war ein deutscher Jurist und während des Zweiten Weltkrieges Judenreferent des Judenreferats IV B 4 beim Befehlshaber der Sicherheitspolizei und des SD (BdS) in Den Haag.

## Leben
Zoepf besuchte das Maximiliansgymnasium München und legte dort 1927 das Abitur ab. Anschließend folgte ein Studium der Rechtswissenschaft. Der Sohn des Justizobersekretärs Michael Zoepf und dessen Frau legte 1931 das erste und 1935 das zweite juristische Staatsexamen ab. Er heiratete 1938 und wurde 1957 geschieden.

## Zeit des Nationalsozialismus
Am 1. Mai 1933 trat Zoepf in die NSDAP ein. Von 1933 bis 1936 gehörte er der Hitlerjugend an. In dieser Zeit lernte er den 1948 im Kriegsverbrechergefängnis Landsberg hingerichteten Karl Gebhardt kennen, auf dessen Vermittlung er Ende 1940 zum Reichssicherheitshauptamt (RSHA) kam. 1937 trat Zoepf der SS bei (SS-Nummer 278.875). Von 1935 bis 1940 arbeitete er mit Unterbrechungen unter Gebhardt in den Heilanstalten Hohenlychen. Dort leitete er den Patientensport für die hochgestellten Gäste, darunter viele Nazi-Größen.
Nachdem Zoepf eine Afrikaausbildung in Rom kriegsbedingt abbrach, wurde er 1941 nach Den Haag versetzt. Von dort holte ihn im Juni sein Jugendfreund Wilhelm Harster in seine Dienststelle des  Befehlshabers der Sicherheitspolizei und des SD (BdS) in den besetzten Niederlanden. Vor Dienstantritt ging der vielseitige Zoepf beim deutschen Überfall auf die Sowjetunion an die Ostfront, als Bildreporter in Smolensk und Riga. Ab Oktober arbeitete er in der Abteilung IV (Gestapo) seines Freundes Harster.
Nachdem Harster im Februar 1942 ein Judenreferat (Kürzel IV B) im Anschluss an die Wannseekonferenz gegründet hatte, ernannte er den polizeilichen Neuling Zoepf zum Judenreferenten. Das war Zoepfs erste Beamtenstellung. In dieser Funktion, war er als Vertreter Eichmanns in den Niederlanden verantwortlich für die Deportation von etwa 107.000 niederländischen und in die Niederlande geflüchteten Juden aus anderen Ländern, die bis auf wenige tausend Überlebende ermordet wurden.
Das Judenreferat hatte 36 Mitarbeiter. Zu Zoepfs führenden Mitarbeitern, die ihn auch häufig nach außen vertraten, gehörten der SS-Obersturmführer Konrad Grossberger, der wie ebenfalls der Obersturmführer Erich Rajakowitsch aus der ZJA Wien kam, und die SS-Untersturmführer Karl Schmidt und Alfons Werner. Die mittlere Ebene der Sachbearbeiter waren sechs Gestapomitarbeiter, SS-Untersturmführer oder Kriminalsekretäre, die erst 1937 der NSDAP beigetreten waren. Eine Ausnahme war  Franz Fischer, genannt „Judenfischer“. Er war seit 1933 Nationalsozialist, der besonders die Juden in Den Haag verfolgte. Auf der unteren Ebene waren ein Dutzend schwerverwundeter, nicht mehr kriegstauglicher Unteroffiziere und Sturmmänner der Waffen-SS oder SS beschäftigt. Zum Referat gehörten auch sieben niederländische Mitarbeiter.
Im Frühjahr 1943 stellte Zoepf in einem Bericht seinen Plan für die Deportation der niederländischen Juden vor. Zoepf hatte auch den letzten Transport niederländischer Juden vom 3. September 1944 nach Auschwitz zu verantworten. Unter den 1019 Deportierten befand sich auch Anne Frank. Es bestand ein direkter Befehlsweg zwischen Eichmann und ihm und er nahm an mehreren Treffen mit dem Eichmannreferat in Berlin teil, so auch am 4. März 1942 und am 11. Juni 1942, wo sowohl die Kennzeichnungspflicht als auch die Planung für die Deportation von Juden in den besetzten Westgebieten festgelegt wurden. Am 9. November 1942 wurde Zoepf zum SS-Sturmbannführer ernannt. Zoepf war auch an der Räumung der jüdischen psychiatrischen Klinik Het Apeldoornsche Bosch im Januar 1943 beteiligt, von wo aus über 1200 Menschen nach Auschwitz deportiert wurden.

## Leben nach dem Krieg und Prozess wegen Beihilfe zum tausendfachen Mord
Bei Kriegsende befand sich Zoepf auf dem Weg nach Bad Reichenhall. Er galt in den Niederlanden lange Zeit als verschollen. Es gelang ihm, seine SS-Mitgliedschaft zu verheimlichen, und er schlug sich mit landwirtschaftlicher Arbeit durch. Zoepf erhielt 1953 eine Anstellung im Unfallkrankenhaus Murnau. Zuletzt arbeitete Zoepf bei einem Münchner Ingenieurbüro in der Registratur. Erst 1959 wurde sein Aufenthaltsort bekannt, und die Niederlande ersuchten die Bundesrepublik, ein Strafverfahren einzuleiten. Das Verfahren selbst fand zwischen dem 23. Januar und dem 24. Februar 1967 in München statt. Neben Zoepf waren noch Wilhelm Harster und Gertrud Slottke angeklagt. Zoepf gestand seine Mitschuld an der Deportation und Ermordung der niederländischen Juden teilweise ein und wurde wegen Beihilfe zum gemeinschaftlichen Mord in 55.382 Fällen zu neun Jahren Zuchthaus verurteilt. Es war das erste große Verfahren gegen sogenannte Schreibtischtäter und wurde insbesondere von der niederländischen Presse intensiv verfolgt.